# Ивановские острова
Ива́новские острова́ — группа островов, расположенных при выходе из Петрозаводской губы в северо-западной части Онежского озера, в черте города Петрозаводска. Имеют статус городского района.

## Общие сведения
В состав группы островов входят: Никольский (площадь 33 га), Койвостров (12,5 га), Мудростров (12,5 га), Педай (44 га), Мадостров (19 га) и Ивановский (9,5 га) острова.
Самым южным является Ивановский остров. Сегодня на острове сохранилась маячная вышка, однако маяк заброшен и в нём отсутствует оборудование. С него открывается прекрасный вид на Ивановские острова. Самым высоким является остров Педай.

## Исторические сведения
Изначально находились в ведении Олонецкого горного правления. В 1872 году Мадостров и Педай переданы городу Петрозаводску в обмен на участок городского выгона.
В конце XVIII века около Ивановских островов разбилось судно, перевозившее живорыбный садок с рыбой для пруда дачи олонецкого и архангельского губернатора Т. И. Тутолмина, после чего в Петрозаводской губе стали обитать сомы и осетры.
На Никольском острове до революции существовала часовня во имя Святителя и Чудотворца Николая.. На островах жили служители Ивановских створов и маяка. Острова традиционно служили местом заготовки дров для нужд города Петрозаводска.
Есть сведения о том, что в конце XIX века на острова организовывались поездки петрозаводчан на пароходе с целью отдыха.
2 октября 1911 года около Ивановских островов потерпел аварию и затонул пароход Онежского пароходного общества «Свирь». Благодаря помощи рыбаков, находившихся на островах, все пассажиры были переправлены на острова и тем самым спасены. В дальнейшем пароход был поднят, однако не восстанавливался, машина была передана на новый пароход «Сусанин».
В годы гражданской войны на острове были отрыты оборонительные укрепления на случай нападения на город белых. Силами 47-го батальона военного строительства на островах была сооружена артиллерийская батарея для нужд Онежской военной флотилии, которая после расформирования флотилии была законсервирована. Для наблюдения за кораблями противника Ивановский маяк был соединён телефонной линией с Петрозаводском.
В 1920-х на остров ездили с экскурсиями члены петрозаводских спортобществ.
Около Ивановских островов 11 июня 1927 года произошла авария парусной яхты. Погиб спартаковец Сергей Бряхмин. Спортсмены отправились на проводы яхтсменов Ленинграда, выжили Я. Роскин, Н. Лейчинский, Б. Андреев, А. Васильев. Яхта опрокинулась на бок и затонула.
В начальный период Великой Отечественной войны близ Ивановских островов проходила линия эвакуации жителей Петрозаводска, которых вывозили водным транспортом в города Пудож и Вытегру. 27 сентября 1941 года из района села Деревянное финская армия нанесла артиллерийский удар по барже № 485, на борту которой находились эвакуируемые гражданские беженцы. В результате удара баржа затонула. Команда буксировавшего баржу парохода «Кингисепп» смогла спасти 78 из 119 пассажиров.
Во период финской оккупации острова являлись укрепрайоном для города Петрозаводска, Ивановский остров на время оккупации получил название Луккосаари. На территории островов до сих пор сохранились доты, остатки зенитных установок и другие оборонительные сооружения.
В 1960 году Онежским техническим участком деревянный маяк был заменен на новый металлический высотой 25 метров. На маяке первоначально был установлен ацетиленовый фонарь, впоследствии свет стала производить электрический фонарь, получавший электричество от небольшой электростанции, установленной на острове.
В августе 1960 года у Ивановских островов получил повреждение в результате столкновения с подводным рифом и затонул пассажирский теплоход «Ладога». Никто из 253 пассажиров не пострадал, в этом же году теплоход был поднят и отремонтирован.